# Regering-Martens VII
De regering-Martens VII (21 oktober 1987 - 9 mei 1988) was een Belgische regering. Het was een coalitie tussen de CVP/PSC (49 en 20 zetels) en de PRL/PVV (24 en 22 zetels). 
De regering volgde onmiddellijk op de regering-Martens VI. Ze werd gevormd na de val van de vorige regering met dezelfde samenstelling. De regering had vooral de taak de verkiezingen van 13 december 1987 uit te schrijven en de lopende zaken te behartigen tijdens de regeringsonderhandelingen. Ze werd opgevolgd door de regering-Martens VIII.

## Samenstelling
De regering telde 15 ministers (inclusief de premier) en 13 staatssecretarissen. De CVP had 5 ministers (inclusief de premier) en 5 staatssecretarissen, PRL 4 ministers en 2 staatssecretarissen, PVV 3 ministers en 3 staatssecretarissen en de PSC 3 ministers en 3 staatssecretarissen.
| Ambtsbekleder                                             | Ambtsbekleder                | Ambtsbekleder                    | Functie en bevoegdheden | Termijn                           | Partij                  |
| Kernkabinet                                               | Kernkabinet                  | Kernkabinet                      | Kernkabinet | Kernkabinet                       | Kernkabinet             |
| --------------------------------------------------------- | ---------------------------- | -------------------------------- | --- | --------------------------------- | ----------------------- |
|                                                           |                              | Wilfried Martens (1936-2013)     | Premier | 21 oktober 1987 - 9 mei 1988      | CVP                     |
| Modernisering en Informatisering van de Openbare Diensten | 3 februari 1988 - 9 mei 1988 | Wilfried Martens (1936-2013)     | |                                   | CVP                     |
|                                                           |                              | Jean Gol (1942-1995)             | Vicepremier Justitie en Institutionele Hervormingen                                                                              | 21 oktober 1987 - 9 mei 1988      | PRL                     |
|                                                           |                              | Philippe Maystadt (1948-2017)    | Vicepremier Economische Zaken | 21 oktober 1987 - 9 mei 1988      | PSC                     |
|                                                           |                              | Guy Verhofstadt (1953)           | Vicepremier Begroting, Wetenschapsbeleid en Plan                                                                                 | 21 oktober 1987 - 9 mei 1988      | PVV                     |
| Ministers                                                 |                              |                                  | |                                   |                         |
|                                                           |                              | Leo Tindemans (1922-2014)        | Buitenlandse Betrekkingen | 21 oktober 1987 - 9 mei 1988      | CVP                     |
|                                                           |                              | Mark Eyskens (1933)              | Financiën | 21 oktober 1987 - 9 mei 1988      | CVP                     |
|                                                           |                              | Louis Olivier (1923-2015)        | Openbare Werken | 21 oktober 1987 - 9 mei 1988      | PRL                     |
|                                                           |                              | Herman De Croo (1937)            | Verkeerswezen en Buitenlandse Handel                                                                                             | 21 oktober 1987 - 9 mei 1988      | PVV                     |
|                                                           |                              | Joseph Michel (1925-2016)        | Binnenlandse Zaken, Openbaar Ambt en Decentralisatie                                                                             | 21 oktober 1987 - 9 mei 1988      | PSC                     |
|                                                           |                              | Michel Hansenne (1940)           | Tewerkstelling en Arbeid | 21 oktober 1987 - 9 mei 1988      | PSC                     |
|                                                           |                              | Daniël Coens (1938-1992)         | Onderwijs | 21 oktober 1987 - 9 mei 1988      | CVP                     |
|                                                           |                              | Jean-Luc Dehaene (1940-2014)     | Sociale Zaken en Institutionele Hervormingen                                                                                     | 21 oktober 1987 - 9 mei 1988      | CVP                     |
|                                                           |                              | François-Xavier de Donnea (1941) | Landsverdediging en Brusselse Gewest                                                                                             | 21 oktober 1987 - 9 mei 1988      | PRL                     |
|                                                           |                              | Jacky Buchmann (1932-2018)       | Middenstand | 21 oktober 1987 - 9 mei 1988      | PVV                     |
|                                                           |                              | Antoine Duquesne (1941-2010)     | Onderwijs | 21 oktober 1987 - 9 mei 1988      | extraparlementair (PRL) |
| Staatssecretarissen                                       |                              |                                  | |                                   |                         |
|                                                           |                              | André Kempinaire (1929-2012)     | Ontwikkelingssamenwerking, toegevoegd aan de minister van Buitenlandse Betrekkingen                                              | 21 oktober 1987 - 9 mei 1988      | PVV                     |
|                                                           |                              | Etienne Knoops (1934)            | Buitenlandse Handel, toegevoegd aan de minister van Buitenlandse Handel                                                          | 21 oktober 1987 - 9 mei 1988      | PRL                     |
|                                                           |                              | Pierre Mainil (1925-2013)        | Pensioenen, toegevoegd aan de minister van Sociale Zaken                                                                         | 21 oktober 1987 - 9 mei 1988      | PSC                     |
|                                                           |                              | Paula D'Hondt (1926-2022)        | Posterijen, Telegrafie en Telefonie, toegevoegd aan de Eerste Minister                                                           | 21 oktober 1987 - 9 mei 1988      | CVP                     |
|                                                           |                              | Paul De Keersmaeker (1929-2022)  | Europese Zaken en Landbouw, toegevoegd aan de minister van Buitenlandse Betrekkingen                                             | 21 oktober 1987 - 9 mei 1988      | CVP                     |
|                                                           |                              | Firmin Aerts (1929)              | Energie, toegevoegd aan de minister van Economische Zaken                                                                        | 21 oktober 1987 - 9 mei 1988      | CVP                     |
|                                                           |                              | Georges Mundeleer (1921-2001)    | Justitie en Middenstand, toegevoegd aan de minister van Justitie en de minister van Middenstand                                  | 21 oktober 1987 - 9 mei 1988      | PRL                     |
|                                                           |                              | Jan Bascour (1923-1996)          | Brusselse Gewest, toegevoegd aan de minister van het Brusselse Gewest                                                            | 21 oktober 1987 - 9 mei 1988      | PVV                     |
|                                                           |                              | Guy Lutgen (1936-2020)           | Modernisering en Informatisering van de Openbare Diensten, toegevoegd aan de Eerste Minister                                     | 21 oktober 1987 - 3 februari 1988 | PSC                     |
|                                                           |                              | Louis Bril (1939)                | Openbaar Ambt en Wetenschapsbeleid, toegevoegd aan de minister van Openbaar Ambt en de minister van Wetenschapsbeleid            | 21 oktober 1987 - 9 mei 1988      | PVV                     |
|                                                           |                              | Jean-Louis Thys (1939-1999)      | Brusselse Gewest, toegevoegd aan de minister van het Brusselse Gewest                                                            | 21 oktober 1987 - 9 mei 1988      | PSC                     |
|                                                           |                              | Miet Smet (1943-2024)            | Leefmilieu en Maatschappelijke Emancipatie, toegevoegd aan de minister van Sociale Zaken                                         | 21 oktober 1987 - 9 mei 1988      | CVP                     |
|                                                           |                              | Wivina Demeester (1943)          | Volksgezondheid en Gehandicaptenbeleid, toegevoegd aan de minister van Sociale Zaken en de minister van Tewerkstelling en Arbeid | 21 oktober 1987 - 9 mei 1988      | CVP                     |

### Herschikkingen
Op 3 februari 1988 nam Guy Lutgen ontslag om Waals minister te worden. Wilfried Martens nam twee dagen later zijn bevoegdheden over.